# Джоши, Манохар
Манохар Гаджанан Джоши (маратхи मनोहर गजानन जोशी; 2 декабря 1937, Райгад, Британская Индия — 23 февраля 2024, Мумбаи) — индийский политик из штата Махараштра, который занимал пост главного министра Махараштры с 1995 по 1999 год и спикера Лок сабха с 2002 по 2004 год.

## Ранние годы
Родился 2 декабря 1937 года в семье брахманов Гаджанана Кришны Джоши и Сарасвати Гаджанан в Нандави округа Райгад в Махараштре. Он получил степень магистра искусств и степень бакалавра права в Университете Мумбаи. Он женился на Анаге Джоши 14 мая 1964 года, от которой у него родились сын Унмеш и две дочери, Асмита и Намрата.
Начал свою карьеру членом муниципального совета Бомбея в 1968 году от партии Шив Сена.
В 1972 году Джоши был избран в Законодательный совет Махараштры, где он проработал три срока до 1989 года. Был мэром Мумбаи с 1976 по 1977 год. В 1990 году был избран в Законодательное собрание по списку Шив Сена.

## Главный министр
В 1995 году после прихода к власти коалиции Шив Сена и Партии Бхаратия Джаната (БДП) Джоши стал первым первым главным министром штата Махараштра, не входящим в Конгресс.

## Лок сабха и Раджья сабха
Джоши был выдвинут в Лок сабха после победы на всеобщих выборах 1999 года в Центральном Мумбаи. Он был спикером Лок сабхи с 2002 по 2004 год во время правления Национального демократического альянса (NDA).
20 марта 2006 года Джоши был избран на шестилетний срок в Раджья сабха.

## Смерть
Манохар Джоши скончался в Мумбаи 23 февраля 2024 года в возрасте 86 лет. Днем ранее у него случилась остановка сердца, и его поместили в отделение интенсивной терапии больницы Хиндуджа, где он умер от осложнений.